# امانوئل کونه
امانوئل کونه (انگلیسی: Emmanuel Koné؛ زادهٔ ۳۱ دسامبر ۱۹۸۶) یک بازیکن فوتبال اهل ساحل عاج است.
وی عضو تیم ملی فوتبال ساحل عاج در جام جهانی فوتبال ۲۰۱۰ بوده است